# ブレンダン・ワイズ
ブレンダン・ジェームズ・ワイズ（Brendan James Wise, 1986年1月9日 - ）は、オーストラリアの西オーストラリア州パース出身のプロ野球選手。

## 経歴

### プロ入りとタイガース傘下時代

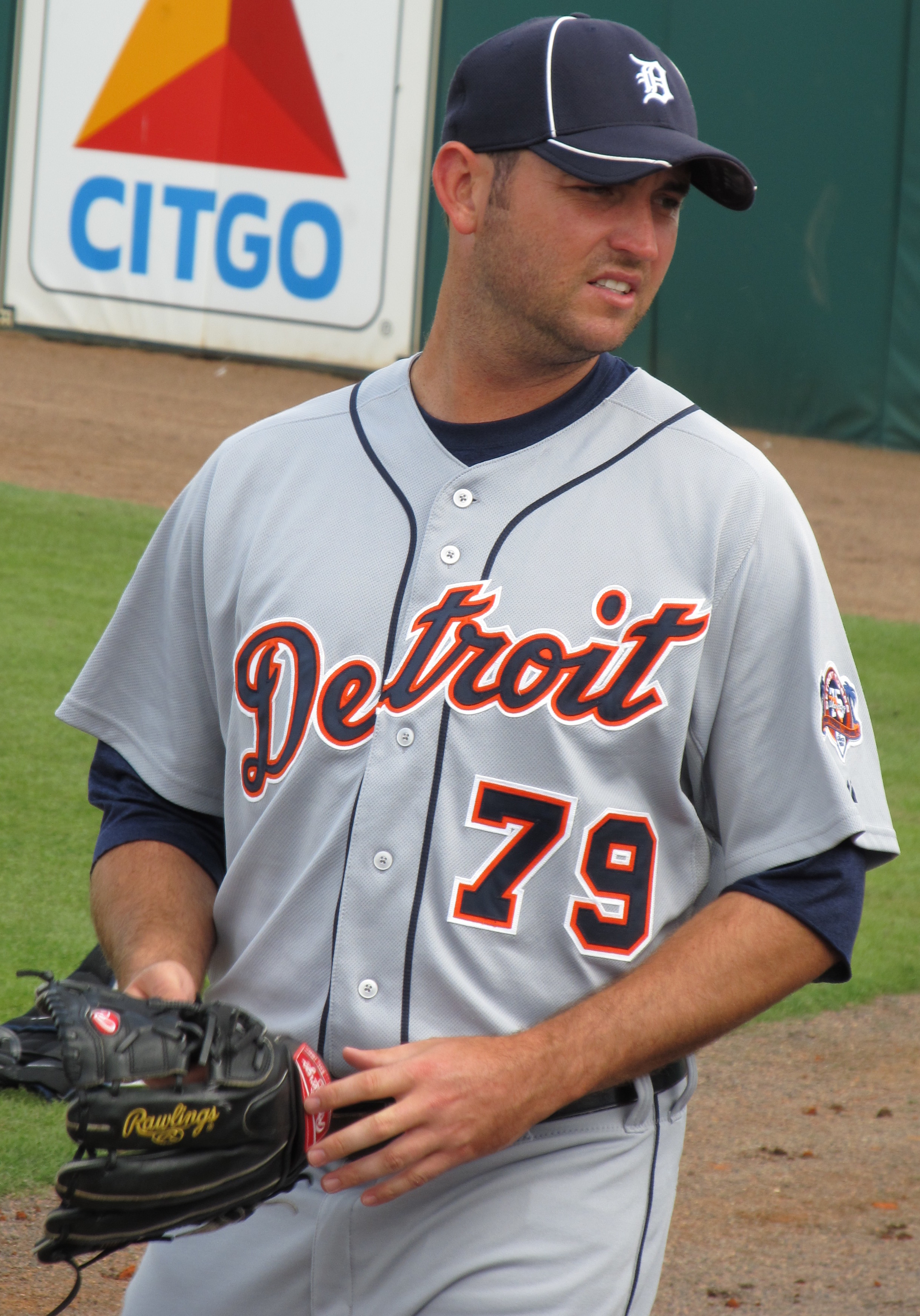
デトロイト・タイガース時代
(2011年3月5日)

2005年のMLBドラフトでデトロイト・タイガースから8巡目指名を受け入団。ルーキークラスのガルフ・コーストリーグでプレー。
2006年はA級のオネオンタ・タイガースでプレー。第16回IBAFインターコンチネンタルカップに出場した。
2007年はA級のレイクランド・フライングタイガース、AA級のエリー・シーウルフズでプレー。第37回IBAFワールドカップに出場した。オフの11月には、「日豪親善 野球日本代表最終強化試合」のオーストラリア代表に選出された。
2008年は昨年と同様にレイクランドとエリーでプレー。オーストラリア代表として北京オリンピック予選に出場した。
2009年は第2回WBCオーストラリア代表に選ばれた。この年もエリーとレイクランドでプレー。
2010年はエリーでプレーしていたが、5月28日にAAA級のトレド・マッドヘンズに昇格。オフにオーストラリアン・ベースボールリーグのパース・ヒートでプレーした。
2011年は、AAAのトレドでプレーした。その後AA級のエリーに降格した。オフの12月18日から再びパース・ヒートでプレーした。

### ブルワーズ傘下時代
2012年、ミルウォーキー・ブルワーズに移籍し、AAA級のロチェスター・レッドウイングスでプレーした。7月20日に解雇。
オフの冬季は、パース・ヒートでプレーした。
2013年に第3回WBCオーストラリア代表に選出された

### オランダ球界時代
2013年6月6日、ホーフトクラッセのDOORネプテューヌスに入団した。同年限りで、退団した。
オフの冬季は、パース・ヒートでプレーした。

## 詳細情報

### 代表歴
- 第16回IBAFインターコンチネンタルカップ オーストラリア代表
- 日豪親善 野球日本代表最終強化試合 オーストラリア代表
- 2009 ワールド・ベースボール・クラシック・オーストラリア代表
- 2013 ワールド・ベースボール・クラシック・オーストラリア代表